# Aušra Seibutytė
Aušra Maldeikienė
Aušra Seibutytė (jusqu'en 2024 Aušra Maldeikienė), née le 4 juin 1958 à Palanga, est une économiste et femme politique lituanienne.
Sans étiquette, elle est conseillère municipale de Vilnius de 2015 à 2016, siège au Seimas de 2016 à 2019 et au Parlement européen depuis 2019.